# Хасеки султанија
Хасеки султанија (тур. Haseki Sultan) била је титула за конкубине султана Османског царства које су биле највишег ранга у харему и које су султану родиле принца (тур. şehzade). Хасеки у преводу значи главна или најомиљенија.
Хасеки султаније су имале веома важно место у царској палати, биле су најмоћније жене у харему одмах након валиде султаније, односно мајке султаније, мајке султана. Оне су често имале одаје близу одаја султана и имале су стипендије великих износа у односу на остале жене у харему.
Прва жена која је носила ову титулу била је султанија Хурем, законита жена султана Сулејмана Величанственог. Титулу је управо због ње увео султан пошто ју је ослободио и оженио 1534. године и тиме је уздигао њен статус у харему до нивоа који се може поредити са европским краљицама. Она је тада постала жена највишег ранга у царству, пошто је султанова мајка, Валиде султанија Ајше Хафса, преминула пре Сулејманове женидбе. Хурем је добивши ову титулу стекла највиши статус у харему и управљала је њиме.
Иако су Хасеки султаније биле жене султана, оне су такође имале велики утицај на будућег наследника трона Османског царства јер су биле задужене за његово васпитање и образовање. Од периода Сулејмана Величанственог, Хасеки султаније су имале учешћа у доношењу политичких и државних одлука у Османском царству скоро два века. Често су имале велики утицај како на владара, тако и на свог принца када би постао султан, а оне Валиде султаније. Због великог значаја и утицаја жена у том периоду историчари су то раздобље у историји Османског царства назвали султанатом жена.
Након смрти султаније Хурем и доласка на престо њеног сина, Селима, пракса је била да султан има једну Хасеки султанију, а Селим је ту титулу доделио својој омиљеној конкубини, султанији Нурбану. Она је владала Селимовим харемом заједно са његовом сестром, султанијом Михримах, услед смрти његове мајке пре његовог доласка на трон. Такође, Нурбану је имала и политички утицај као и саветодавну улогу, пошто ју је Селим изузетно ценио због њене интелигенције и мудрости. Велики број историчара сматра да ју је Селим и оженио после доласка на трон, па је вероватно била и законита жена султана као и њена претходница.
Након смрти султана Селима II, на трон долази његов и Нурбанин син, Мурад, а Хасеки султанија постаје његова омиљена конкубина, султанија Сафије. Ипак, у ово време полако почиње да опада утицај Хасеки султанија, а главни разлог за то је што је Мурадова мајка, султанија Нурбану, била жива у време његовог доласка на престо и постала је Валиде султанија чиме је њен утицај у харему био већи од утицаја Хасеки султаније. Осим тога, Мурад је веома ценио своју мајку и увек је слушао њене политичке савете док се исто не може рећи за његов однос са султанијом Сафије чије је савете само повремено слушао. Утицај султаније Сафије порастао је након смрти султаније Нурбану, али и даље није био на нивоу њених претходница, јер она није била управница харема већ је ту улогу добила Џанфеда хатун, калфа која је била у служби султаније Нурбану још од времена док је била део харема принца Селима, а Сафије је имала помоћну улогу у вођењу харема.
У време владавине Сафијиног сина, султана Мехмеда III, титулу Хасеки султаније није носила ниједна конкубина највише због страха тада Валиде султаније Сафије која се плашила могућег утицаја конкубина њеног сина. Ипак, он је имао две значајне конкубине, султаније Халиме и Хандан, које су му родиле мушке потомке, али у време његове владавине њихов утицај је био ограничен због превеликог притиска султаније Сафије. Султанија Халиме је по свему судећи била султанова омиљена конкубина, али није добила титулу Хасеки султаније.
По доласку на престо султана Ахмеда I, његова мајка, Валиде султанија Хандан, водила је харем, али је убрзо преминула. Ово је оставило простора за већи утицај Ахмедових конкубина. Од његових конкубина, као омиљена се издваја султанија Косем, која се временом уздигла до ранга Хасеки султаније и била је једина са том титулом у харему султана, па је тако имала највиши статус у харему. Такође је заједно са Хаџи Мустафа агом управљала харемом.
У годинама након владавине султана Ахмеда, утицај Хасеки султанија значајно опада и ову титулу почиње да добија и више жена у харему султана, а екстреман пример је владавина султана Ибрахима I када је ту титулу имало чак 8 жена, омиљених конкубина султана, од којих му је једна чак постала и законита жена пред крај његове владавине. У то време је значење титуле постало ближе царској конкубини. Последња Хасеки султанија била је Рабија, конкубина султана Ахмеда II, али је њен утицај био значајно мањи у односу на почетни значај титуле. Имала је највиши ранг у харему јер је мајка султана преминула пре доласка на трон њеног сина Ахмеда, али је титулу Хасеки султаније Рабија добила тек након што је родила синове близанце. Имала је велико богатство, али не и значајан утицај на политику. Након ње више ниједна жена није носила титулу Хасеки султаније.